# Museo degli strumenti musicali multietnici Fausto Cannone
Il Museo degli strumenti musicali multietnici "Fausto Cannone" è dedicato alla musica ed è ubicato ad Alcamo nell'ex chiesa di San Giacomo de Spada (vicino al Teatro Comunale "Cielo d'Alcamo" e al Castello dei conti di Modica).

## Storia
Il Consiglio Comunale di Alcamo, con deliberazione nº 116 del 23/11/2012, ha approvato la mozione di indirizzo, primo firmatario e relatore il consigliere Antonio Fundarò, denominata “Istituzione Museo della Musica Fausto Cannone”.
Il 23 gennaio 2014 la Giunta municipale ha deliberato la costituzione del Museo degli strumenti musicali multietnici, inaugurato poi a luglio dello stesso anno.
Inizialmente il museo aveva la sede in due sale all’interno del Museo d'arte contemporanea di Alcamo, presso l’ex collegio dei Gesuiti di Alcamo.
Finalmente, nel mese di giugno del 2018 questo patrimonio eccezionale, unico nel suo genere in tutta la Sicilia, ha la sua sede definitiva.
È il primo museo etnomusicale della Sicilia. Duecentoventi gli strumenti musicali raccolti nei luoghi più disparati, grazie alla certosina ricerca di Fausto Cannone nelle foreste del Brasile, nei deserti dell’Australia, in India dove ha incontrato Madre Teresa di Calcutta, fino a spingersi nel cuore dell'Africa dove ha vissuto per un mese assieme ai pigmei.
Il 25 maggio 2021, l'Amministrazione Comunale ha consegnato i lavori concernenti il progetto di manutenzione straordinaria dell'Ex chiesa di San Giacomo de Spada, sede del Museo degli Strumenti Musicali, che prevedono la corretta conservazione della collezione degli strumenti del Maestro Fausto Cannone. Il Progetto è stato redatto dall'arch. Benedetta Fontana dello studio associato ICARO PROGETTI per conto del Comune ed è stato finanziato, per un importo di 150 mila euro, dal GAL Golfo di Castellammare, misura 7: Servizi di base e rinnovamento dei villaggi nelle zone rurali- sottomisura 7.5 - Sostegno a investimenti di fruizione pubblica in infrastrutture ricreative, informazioni turistiche e infrastrutture su piccola scala del PSR Sicilia 2014-2020.
Il 28 novembre 2022 è avvenuta l'inaugurazione del nuovo allestimento del museo, con bacheche e vetrine; 
è stato anche predisposto un catalogo per descrivere e far conoscere la provenienza degli strumenti musicali. Questo catalogo è stato curato da Maria Rimi e Claudio Stellino, impiegati del Comune, con introduzione dello storico Roberto Calia. 
Finalmente il Museo è stato dotato dell'allestimento adeguato per la fruizione turistico-culturale e lo svolgimento di attività ricreative per la cittadinanza e i visitatori; sarà così ripresa l'idea che era alla base della Chiesa e dello storico ospizio al quale era collegata, che rappresentava una meta e punto di passaggio obbligato per i pellegrini che volevano raggiungere Santiago di Compostela.

### Fausto Cannone
Il museo è nato grazie alla perseveranza di Fausto Cannone e al desiderio di questo insegnante, poeta e cantautore, di lasciare un segno del suo amore per la sua città:  grazie alla sua generosa donazione, si è potuto realizzare ad Alcamo il primo Museo etnomusicale in Sicilia.
Cannone, scomparso nel settembre 2017, per quasi 30 anni ha girato il mondo procurandosi i più strani ed originali strumenti musicali, a corda o a fiato, tutti funzionanti e acquistati nei paesi d’origine. 
Fausto Cannone aveva avuto numerose richieste anche da parte del Palazzo Steri di Palermo, ma alla fine l’artista alcamese, ha preferito lasciare questi preziosi strumenti alla sua città. Cannone voleva dedicare questo museo al padre Gaspare Cannone (giornalista, critico letterario ed anarchico e antifascista: visse in America tanti anni e a causa delle sue prese di posizione a favore di Sacco e Vanzetti, venne arrestato e poi fatto rientrare in Italia.

### Descrizione e strumenti
Il museo ospita 220 strumenti che provengono dalla Thailandia al Tibet, dalla Nuova Guinea al Sudamerica, dalla Polinesia alla Cina dall’Australia all’Argentina, dal Sudafrica a diversi stati europei. La maggior parte di essi sono degli strumenti poveri, fatti con parti di piante o animali, ma ci sono anche pregevoli prodotti artigianali.
Fra gli strumenti visibili nel museo ci sono: flauti, cembali, tamburi, cornamuse, fisarmoniche, trombe, violini, chitarre, mandolini, armoniche.
Eccone un elenco:

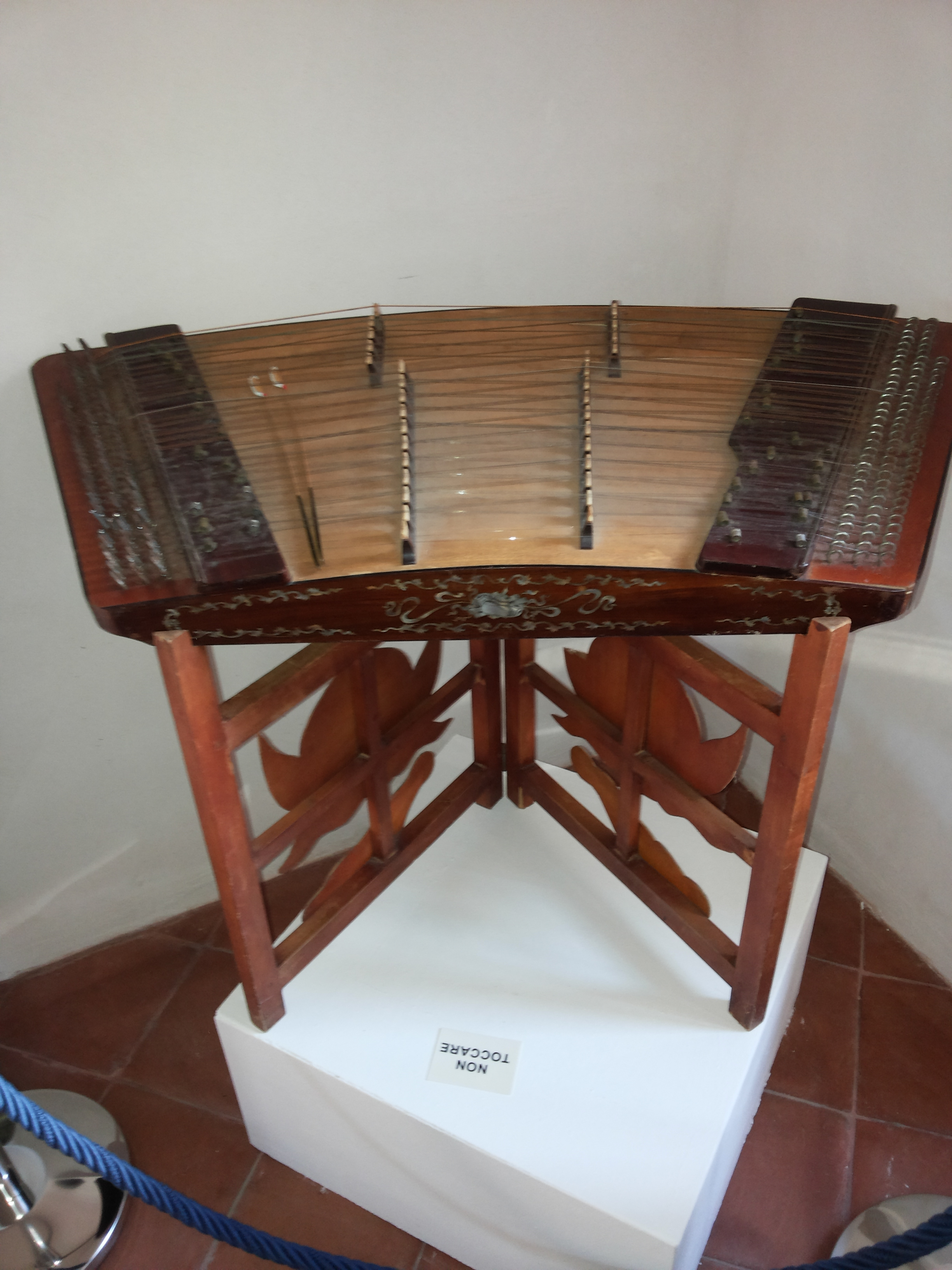
Santir, Vietnam

- crotalok: strumento a tre corde delle isole Mauritius, nell'oceano Indiano; è il primo della collezione in ordine di tempo
- xilofono: suonato nei monasteri buddisti durante le funzioni religiose; il telaio è scolpito in un unico blocco di ebano, raffigurante tre draghi, con tavolette di varia lunghezza
- charango boliviano: strumento rarissimo perché ricavato dal guscio di armadillo, oggi una specie protetta.
- violino italiano del 1714.
- didjaridn: strumento a fiato con un solo foro, regalatogli dal capo di una tribù di aborigeni della Tasmania, a sud-est dell'Australia.
- rebab, Algeria: strumento ad arco originario dell'Afghanistan, e diffuso dagli arabi in nord Africa, e nei paesi del Mediterraneo.
- sarinda, strumento a corde della musica folk dell’India o del Nepal; simile al liuto e al violino, viene suonato con un arco.
- gansira
- swarpeti: strumento di legno, funzionante su un sistema di soffietti, simile all’harmonium
- bansuri, flauto indiano
- takita
- marambao
- vojnica
- iakir
- sitar
- bouzuki: strumento a corde greco o irlandese
- rombadao,
- guzla: strumento musicale dei popoli serbi e croati, simile a un violino, con cassa armonica curva e una sola corda ricavata dal crine di cavallo
- shamir
- banjo
- sanzas (Camerun): tastiera in metallo o bambù), con una cassa di risonanza
- liuto pì pà: strumento cinese a 4 corde
- flauto dell'Amazzonia
- balalaica russa.

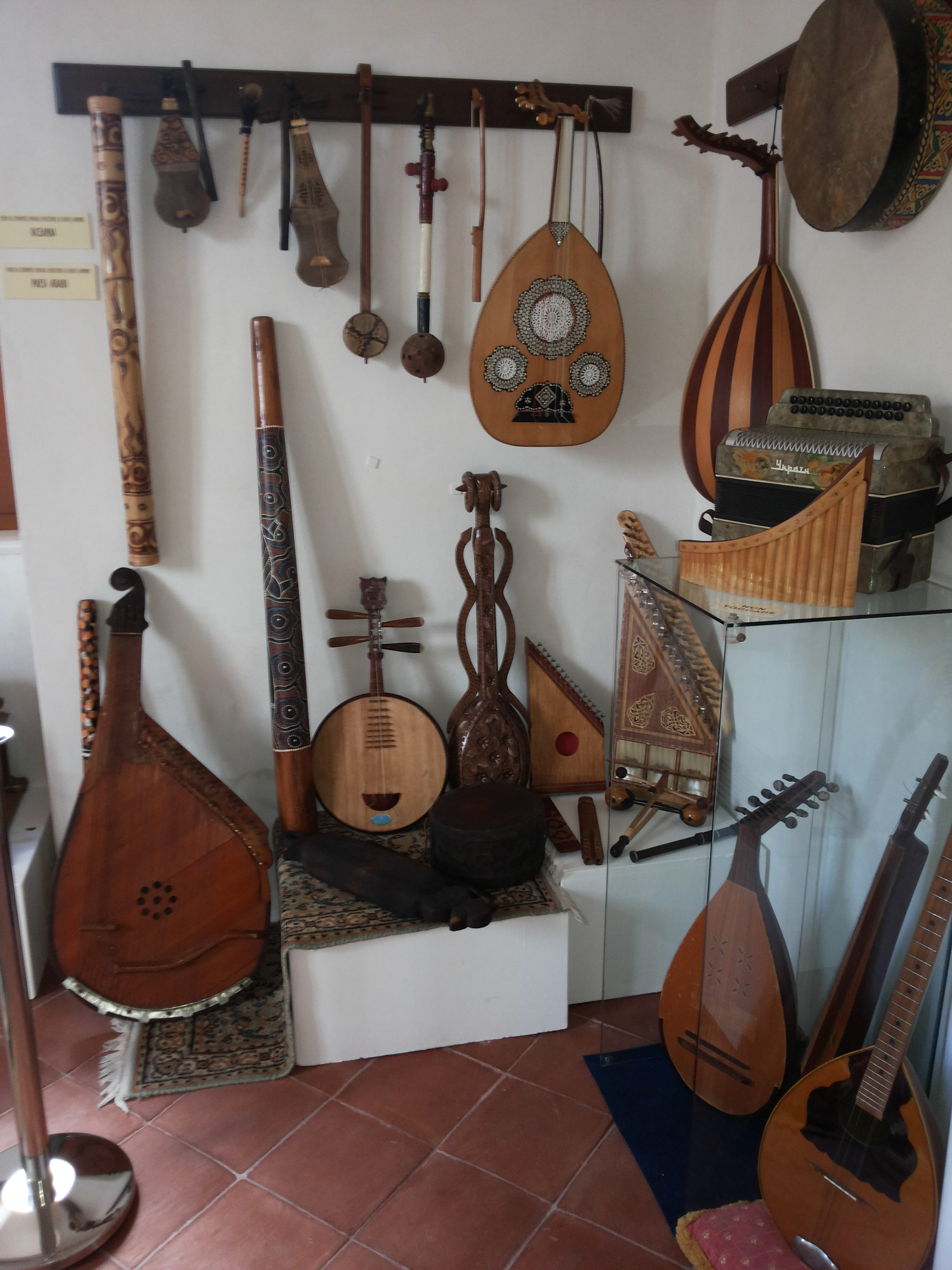
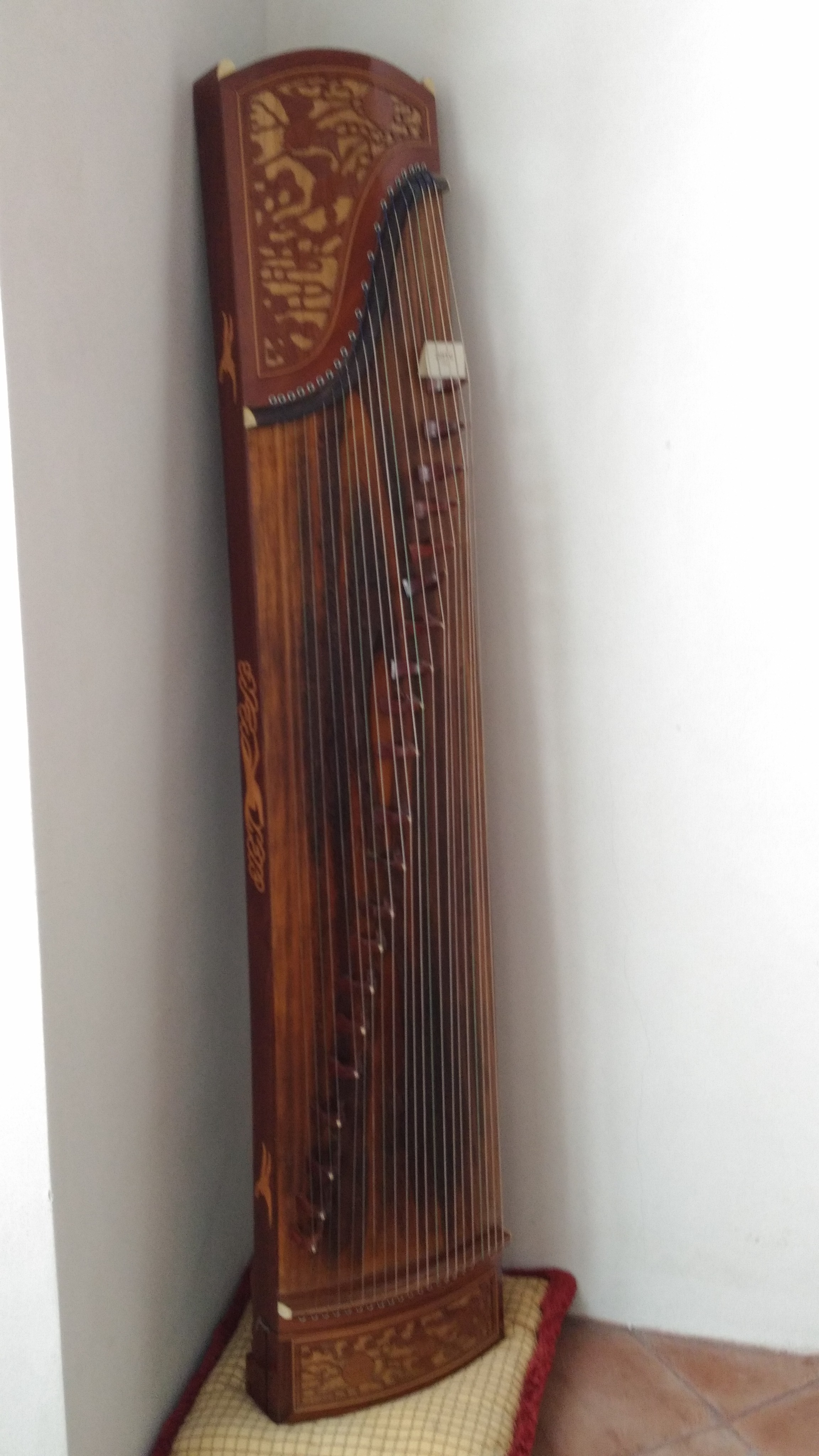
Zheng (Cina)
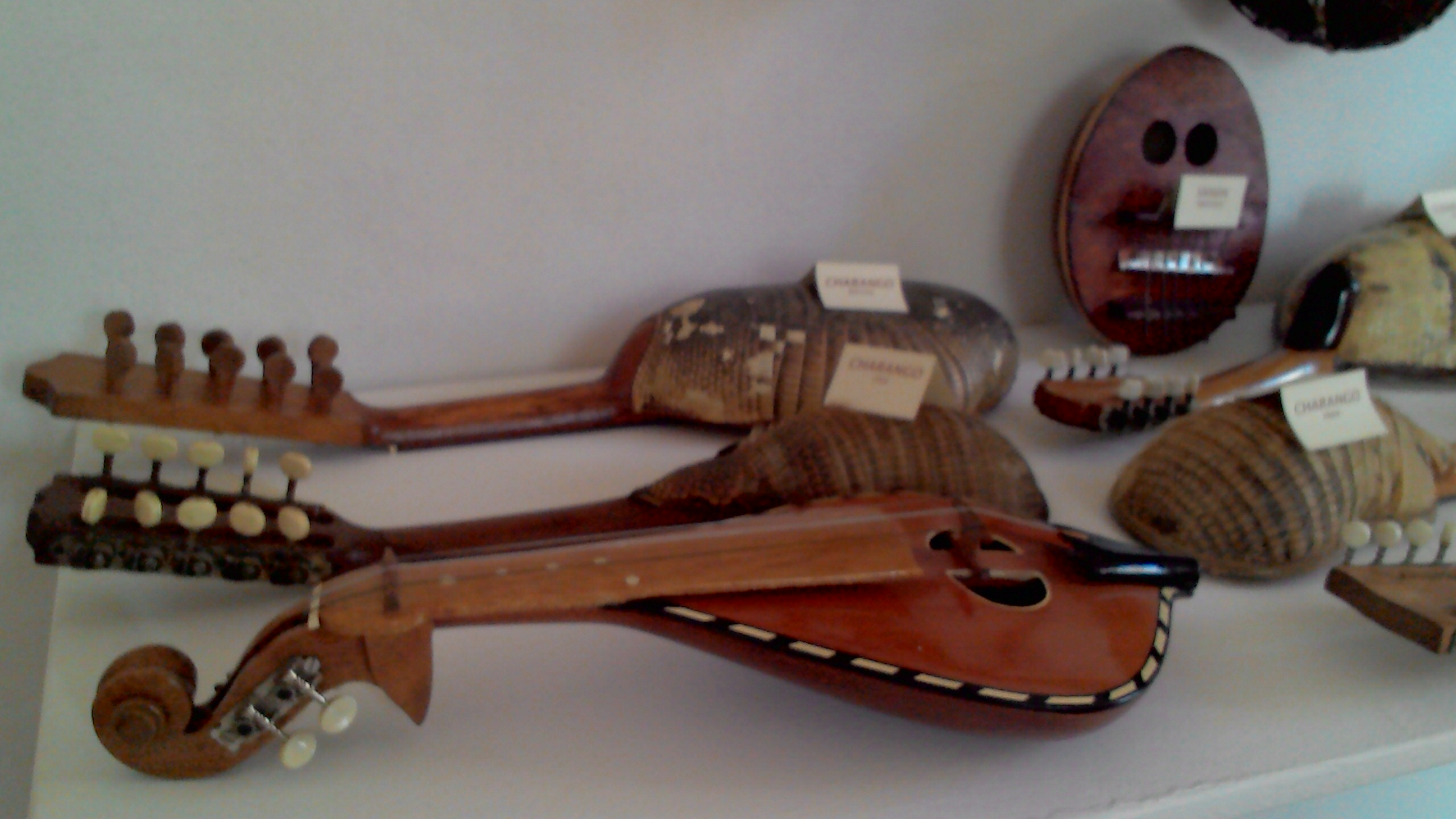
Charango boliviano
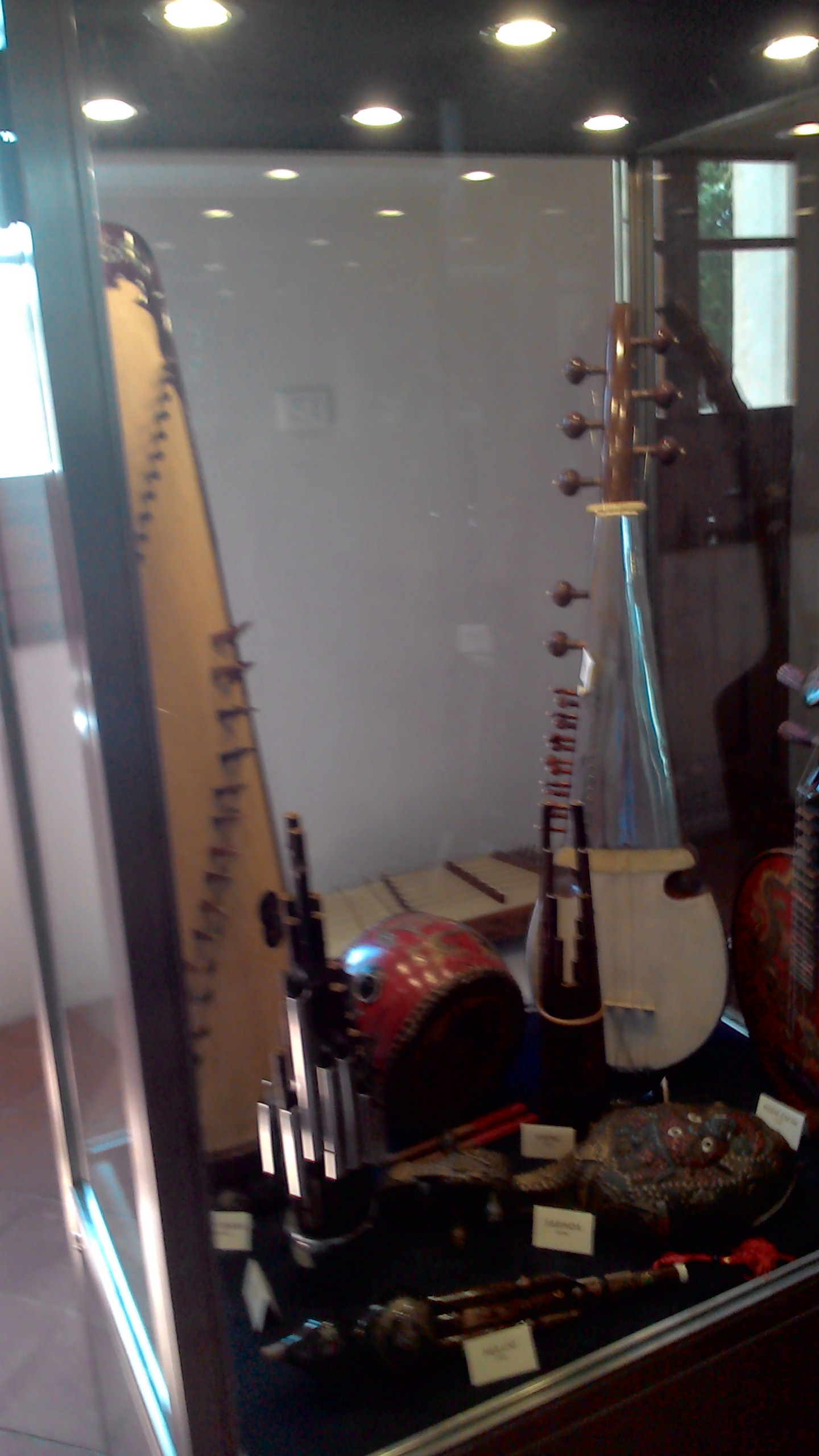
Strumenti vari
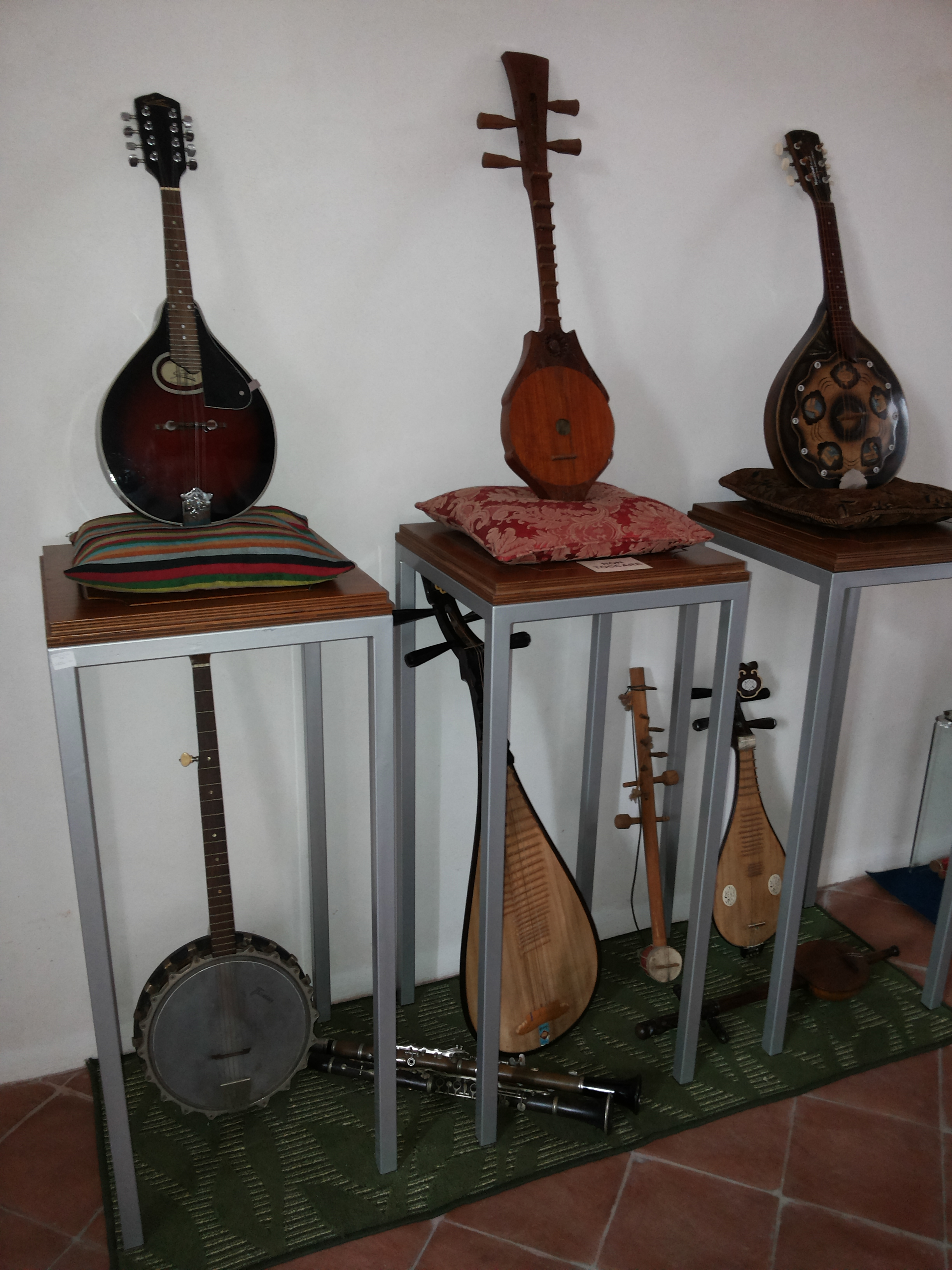
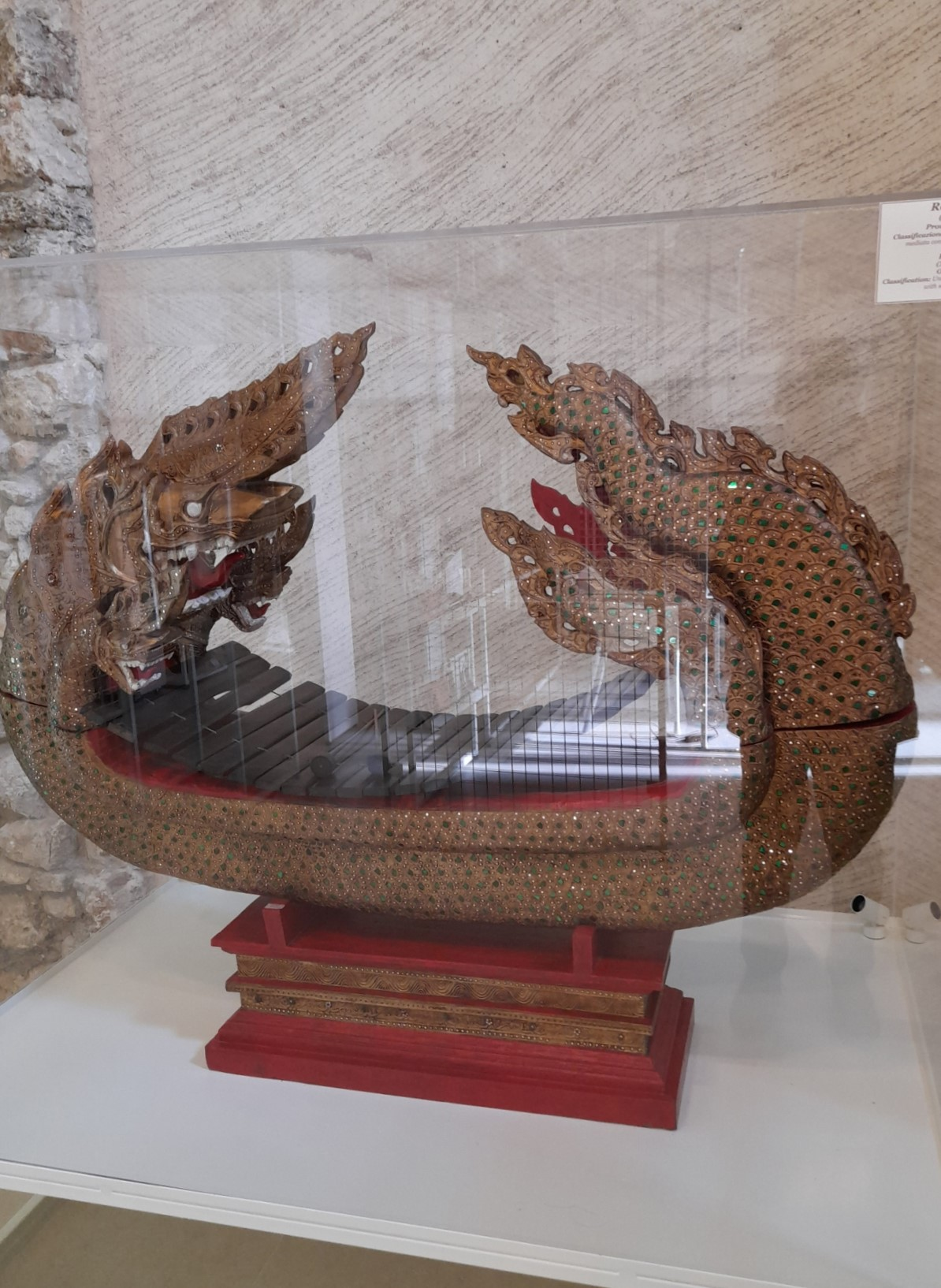
Ronéat Ek, Xilofono (Tibet)

- Nanga (Congo o Uganda): con una cassa ovale di legno, chiusa interamente da pelle e con inserito un robusto manico ricurvo, con una serie di piroli lateralmente che servono a tendere le corde di budello o di fibre.

Sulla nanga si cantano e si recitano delle melodie lente che inneggiano alle imprese dei capi. 
- Qanun, Egitto: strumento con 78 corde simile a una cetra da tavolo a forma di trapezio
- Kornai, Turkestan
- Saran, India;
- Pipa, Cina: uno strumento musicale a quattro corde appartenente alla famiglia dei liuti
- Yùeh ch’in (Cina): uno dei principali tipi di liuti a manico corto cinese, con cassa circolare.
- T'ang-ku (Cina)
- Zheng (Cina)
- Gender o metallofono, Indonesia
- Berimbau o urmwngo (Brasile): strumento musicale a corda di origine africana, diffusosi in Brasile in seguito all'importazione degli schiavi africani durante il colonialismo.[5] Oggi fa parte della tradizione della musica latinoamericana; è composto da un arco di legno che tende una corda metallica. Una zucca secca e cava fa da cassa di risonanza. Due esemplari
- Zither, Austria; strumento a corde: esse vengono tese al di sopra di un risuonatore come avviene per il salterio, due esemplari
- Kantele, Finlandia; strumento con cinque corde collegate da un manico di legno scavato al corpo, che è aperto nella parte inferiore.
- Gusle, (ex-Jugoslavia): strumento popolare a corda singola usato nei Balcani, derivato dalla lira bizantina.[6][7]